# Erzar
Erzar je priimek v Sloveniji, ki ga je po podatkih Statističnega urada Republike Slovenije na dan 1. januarja 2010 uporabljalo 141 oseb in je med vsemi priimki po pogostosti uporabe uvrščen na 3.181. mesto.

## Znani nosilci priimka
- Lovrenc Erzar (1835 - 1903), podobar, rezbar
- Katarina Kompan Erzar (*197#?), psihoterapevtka, teologinja
- Marko Erzar, pevec baritonist
- Matjaž Erzar, kulinarik, gostinec, strok.za lovstvo
- Metka Erzar (*1974), slikarka in grafičarka
- Tina Erzar (*2008), smučarska skakalka
- Tomaž Erzar (*1963), filozof, psihoanalitik, terapevt, teolog?